# Barry Truax
Barry Truax (Chatman, 1947) è un compositore canadese.
È specializzato nell'implementazione in tempo reale della sintesi granulare di suoni campionati, e nei paesaggi sonori (soundscape). Nel 1986 ha sviluppato l'utilizzo della sintesi granulare in tempo reale, è stato il primo a utilizzare un campionamento come fonte di una composizione granulare in Wings of Nike (1987), ed è stato il primo compositore a esplorare il range tra la sintesi granulare sincrona e asincrona in Riverrun (1986).
Truax insegna musica elettronica, computer music e comunicazione acustica alla Simon Fraser University di Vancouver. È stato uno dei membri del World Soundscape Project. Tra i suoi studenti vi è stato John Oswald.

## Composizioni
- The Blind Man (1979)
- Riverrun (1986, Wergo WER 2017-50)
- Wings of Nike (1987, Cambridge Street Records CSR CD-9401 e Perspectives of New Music CD PNM 28)
- Tongues of Angels (1988, Centrediscs CMC CD-4793)
- Beauty and the Beast (1989, Cambridge Street Records CSR-CD 9601)
- Pacific (1990, Cambridge Street Records CSR CD-9101)
- Pacific Fanfare (1996)
- Wings of Fire per violoncellista femmina e due colonne digitali, che include la poesia di Joy Kirstin "Wings of Fire" recitata da Ellie Epp (1996)
- Androgyne, Mon Amour per suonatore maschio di contrabbasso amplificato e due colonne sonore digitali, che include il testo dall'omonimo libro di Tennessee Williams recitato da Douglas Huffman (1997)